# Sucrerie centrale de Cambrai
La sucrerie centrale de Cambrai est une usine sucrière française située à Escaudœuvres (Nord).

## Actualité
À ce jour, l'entité industrielle fait partie du groupe Tereos, après Béghin-Say.

## Histoire
La raison sociale retenue « sucrerie centrale de Cambrai » remonte à un projet de 1872 lancé par l'ingénieur des arts et manufactures Jules Linard. Profitant d'un contexte économique de libre échange et d'une demande croissante d'approvisionnement en sucre des pays européens, il décide de créer sa propre entreprise. 
Conseillé par le juriste Léon Estivan, il choisit d'établir une société anonyme qui lui permet de concentrer suffisamment de capitaux pour développer un nouveau processus industriel. L'innovation tient dans la maîtrise de l'approvisionnement en racines. Il met en place un savant maillage de bascules ; 17 râperies sont judicieusement réparties sur la zone de collecte et reliées à l'unité centrale par des conduits qui acheminent le jus de betterave.
Le 14 octobre 1897, une turbine contenant 250 hectolitres de jus de betteraves en ébullition s'effondre sur plusieurs ouvriers. 11 sont blessés, et le responsable de la fabrication décède des suites de sa blessure.
À la fin du XIXe siècle, la Sucrerie centrale de Cambrai est considérée comme la plus grande sucrerie au monde.
Durant la Première Guerre mondiale, Cambrai tombe sous la joute des Allemands, qui pillent les pièces de la Sucrerie.
En avril 1972, l'année de sa fusion avec Say, la société Béghin lance une OPA sur la Sucrerie centrale de Cambrai, qui enregistre alors 69 millions de francs de chiffre d'affaires annuel. La Sucrerie centrale de Cambrai compte dans ses actifs les sucreries Millet et de Bohain (depuis 1965). Avec 300 salariés, l'usine produit jusqu'à 67.060 tonnes de sucre par jour.

## Description

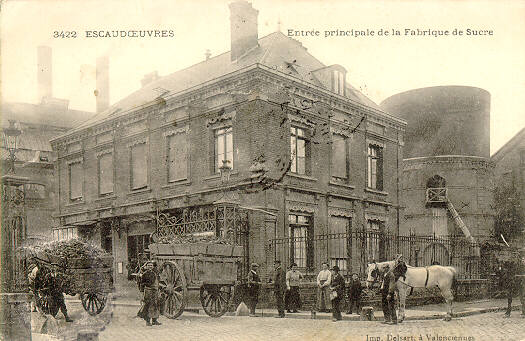
Exemple du développement de l'industrie agroalimentaire au XIXe siècle, la sucrerie est alors réputée la plus grande d'Europe.

L'unité centrale située à Escaudœuvres est dotée d'une tour à jus et achève le processus de fabrication. Le choix géographique est expliqué par la proximité du bassin minier du Nord et de l'abondance du charbon, d'un sous-sol argilo-calcaire propice à une production massive de betterave, d'une infrastructure routière, ferroviaire et fluviale de bonne qualité.
La main-d'œuvre est abondante et oscille entre des activités agricoles et industrielles (textile, métallurgie…).
La sucrerie passe des contrats d'approvisionnement de 250 000 t de racines. En 1873, elle écrase 64000 t de betteraves et produit 1200 t de sucre par jour. Le processus industriel est lancé.